# Думенки
Думенки (укр. Думенки) — село на Украине, находится в Хмельницком районе Винницкой области.
Код КОАТУУ — 0524884504. Население по переписи 2001 года составляет 485 человек. Почтовый индекс — 22055. Телефонный код — 4338.
Занимает площадь 2,9 км².
В селе действует храм Покрова Пресвятой Богородицы Хмельницкого благочиния Винницкой епархии Украинской православной церкви.

## Адрес местного совета
22054, Винницкая область, Хмельницкий р-н, с. Лозовая, ул. Ленина, 25а